# Fiamma Izzo
Fiamma Izzo, all'anagrafe Fiammetta Izzo (Roma, 25 luglio 1964), è una direttrice del doppiaggio, dialoghista, doppiatrice e soprano italiana.

## Biografia
È figlia di Liliana D'Amico e del doppiatore Renato Izzo, sorella minore di Rossella e Simona e maggiore di Giuppy. Anche le sue tre figlie, Rossa Caputo, Lilian Caputo e Anita Valenzi sono doppiatrici. Ha lavorato alla direzione del doppiaggio e all'adattamento dei dialoghi di alcune pellicole importanti del cinema americano degli ultimi anni come Il corvo 2, La lettera scarlatta, Conflitto d'interessi, Boys Don't Cry, Le ceneri di Angela, Il gladiatore, la saga cinematografica X-Men, La leggenda di Bagger Vance, la trilogia de Il diario di Bridget Jones, Chicago, Il fantasma dell'Opera e la trilogia de Una notte al museo.
Diplomata al Conservatorio Santa Cecilia, è stata anche un soprano di notevole importanza (col nome di Fiamma Izzo D'Amico), una delle ultime scoperte del grande direttore austriaco Herbert von Karajan. Non ha interpretato molte opere ma si è notevolmente distinta nel Don Carlo di Verdi (nel ruolo di Elisabetta) e ne La bohème e Tosca di Giacomo Puccini. Si è ritirata dalla carriera musicale intorno alla seconda metà degli anni novanta  per dedicarsi interamente al doppiaggio, soprattutto in veste di direttrice. Nel luglio 2008 ha vinto il premio Leggio d'oro per la direzione del doppiaggio. Nel 2022 pubblica insieme alle sorelle, con l'editore Fabbri,  l'autobiografico 4 sorelle, 8 matrimoni, 9 divorzi.

## Doppiaggio

### Film
- Jennifer Beals in Flashdance, Four Rooms
- Lori Singer in Footloose
- Minnie Driver in Il fantasma dell'Opera
- Molly Ringwald in Breakfast Club
- Audra McDonald in  La bella e la bestia
- Rachael Harris in Notte al museo - Il segreto del faraone
- Joanna Riding in Into the Woods
- Liberty Ross in Biancaneve e il cacciatore
- Kim Stengel in Le avventure di Tintin - Il segreto dell'Unicorno
- Dominique Dunne in Poltergeist - Demoniache presenze
- Rachel Shelley in Canone inverso - Making Love
- Christiane Reichelt in Christiane F. - Noi, i ragazzi dello zoo di Berlino
- Kevin Lima in Come d'incanto
- Federica Moro in Segni particolari: bellissimo, College

### Film d'animazione
- Marcie in Corri più che puoi Charlie Brown
- Kira in Dark Crystal
- Shara in Koda, fratello orso
- Puffetta ne I Puffi, I Puffi 2
- Fata Dolceprugna in Strange Magic
- Lucrèce ne La bottega dei suicidi

### Telenovelas
- Andrea Barbieri in La donna del mistero

### Cartoni animati
- Puffetta (1ª voce) in I Puffi
- Signora Elefante in Peppa Pig

## Repertorio
- Giacomo Puccini
  - La bohème (Mimì)
  - Gianni Schicchi (Lauretta)
  - Tosca (Floria Tosca)
  - Turandot (Liù)
- Giuseppe Verdi
  - Don Carlos (Elisabetta di Valois)
  - Otello (Desdemona)
- Jules Massenet
  - Manon (Manon Lescaut)
- Georges Bizet
  - Carmen (Micaëla)
- Ruggero Leoncavallo
  - Pagliacci (Nedda)